# (30996) 1995 UH4
1995 يو إتش 4 (ويعرف أيضًا باسم (30996) 1995 يو إتش 4 وفق تسمية الكوكب الصغير) (بالإنجليزية: 1995 UH4)‏ هو كويكب ضمن حزام الكويكبات؛ وترتيبه 30996 من حيث الاكتشاف.
اكتُشف هذا الجُرم الفلكي بواسطة تاكيشي أوراتا ‏ في 20 أكتوبر 1995.

## وصلات خارجية
- (30996) 1995 UH4 في قاعدة بيانات مختبر الدفع النفاث لأجرام النظام الشمسي الصغيرة

- الاكتشاف · مخطط المدار ·  العناصر المدارية · المعلمات المادية

- (30996) 1995 UH4 على موقع ويكي سكاي: DSS2, SDSS, GALEX, IRAS, Hydrogen α, X-Ray, Astrophoto, Sky Map, Articles and images